# Tetrix kantoensis
Tetrix kantoensis är en insektsart som beskrevs av Uchida, M. och Ichikawa 1999. Tetrix kantoensis ingår i släktet Tetrix och familjen torngräshoppor. Inga underarter finns listade i Catalogue of Life.